# Schongau
Schongau – miasto w Niemczech, w kraju związkowym Bawaria, w rejencji Górna Bawaria, w regionie Oberland, w powiecie Weilheim-Schongau. Leży około 20 km na południowy zachód od Weilheim in Oberbayern, nad rzeką Lech, przy drodze B17, B472 i linii kolejowej Weilheim in Oberbayern – Augsburg.

## Demografia
Dane o ludności z 31 grudnia 2008:
| Opis                                | Ogółem | Ogółem | Kobiety | Kobiety | Mężczyźni | Mężczyźni |
| ----------------------------------- | ------ | ------ | ------- | ------- | --------- | --------- |
| Jednostka                           | osób   | %      | osób    | %       | osób      | %         |
| Populacja                           | 12 193 | 100    | 6243    | 51,2    | 5950      | 48,8      |
| Wiek przedprodukcyjny (0–17 lat)    | 2212   | 18,14  | 1105    | 9,06    | 1107      | 9,08      |
| Wiek produkcyjny (18–65 lat)        | 7438   | 61     | 3666    | 30,07   | 3772      | 30,94     |
| Wiek poprodukcyjny (powyżej 65 lat) | 2543   | 20,86  | 1472    | 12,07   | 1071      | 8,78      |

## Polityka
Burmistrzem miasta jest Falk Sluyterman, rada miasta składa się z 24 osób.
|      | CSU | SPD | UWV | AL/Zieloni | Razem |
| 2008 | 9   | 8   | 5   | 2          | 24    |
| 2002 | 10  | 8   | 5   | 1          | 24    |

## Współpraca
Miejscowości partnerskie:
- Abingdon-on-Thames, Wielka Brytania od 1970
- Colmar, Francja od 1962
- Gogolin, Polska od 1996
- Lukka, Włochy od 1962
- Sint-Niklaas, Belgia od 1962

## Galeria

Schongau
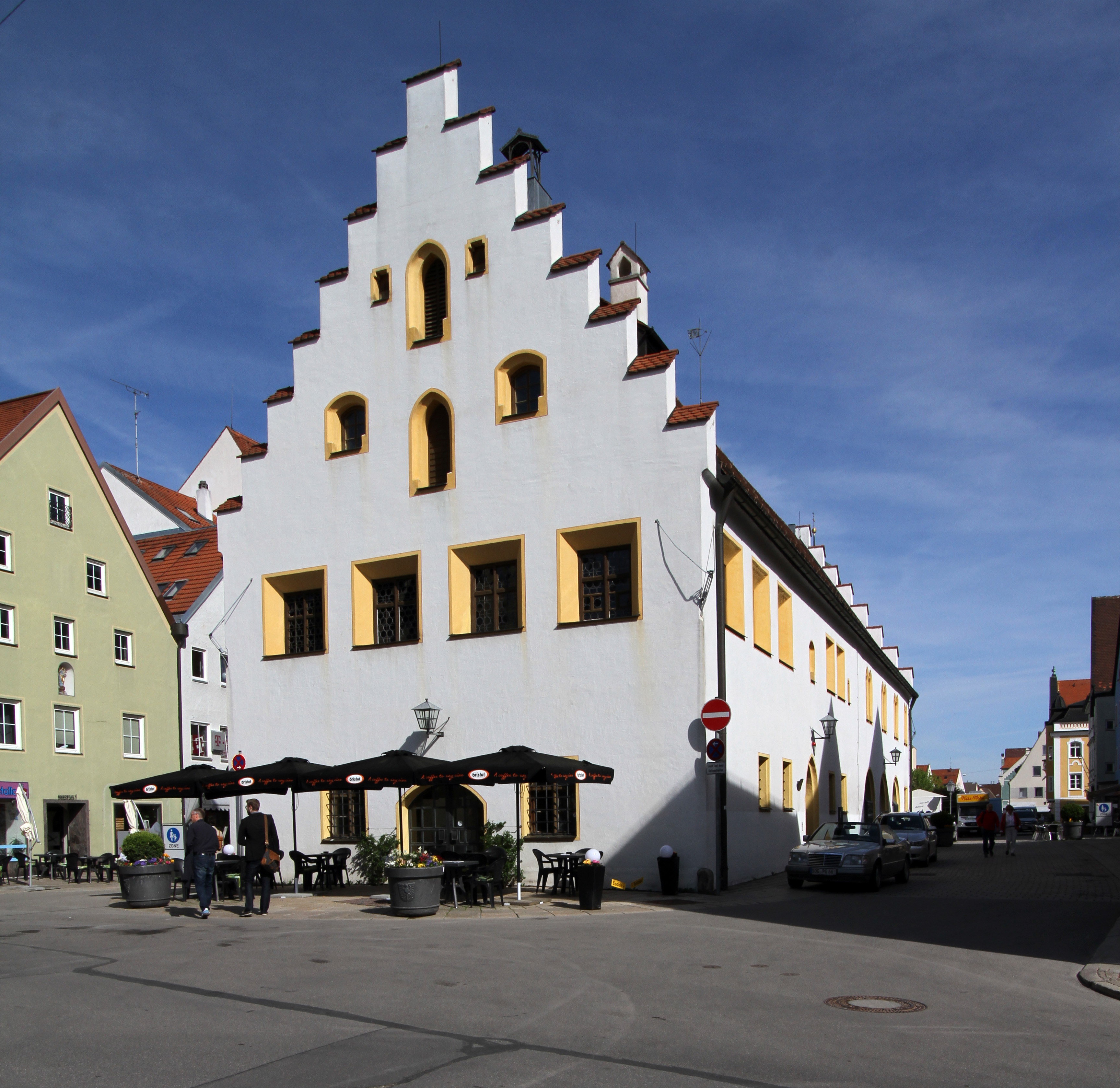
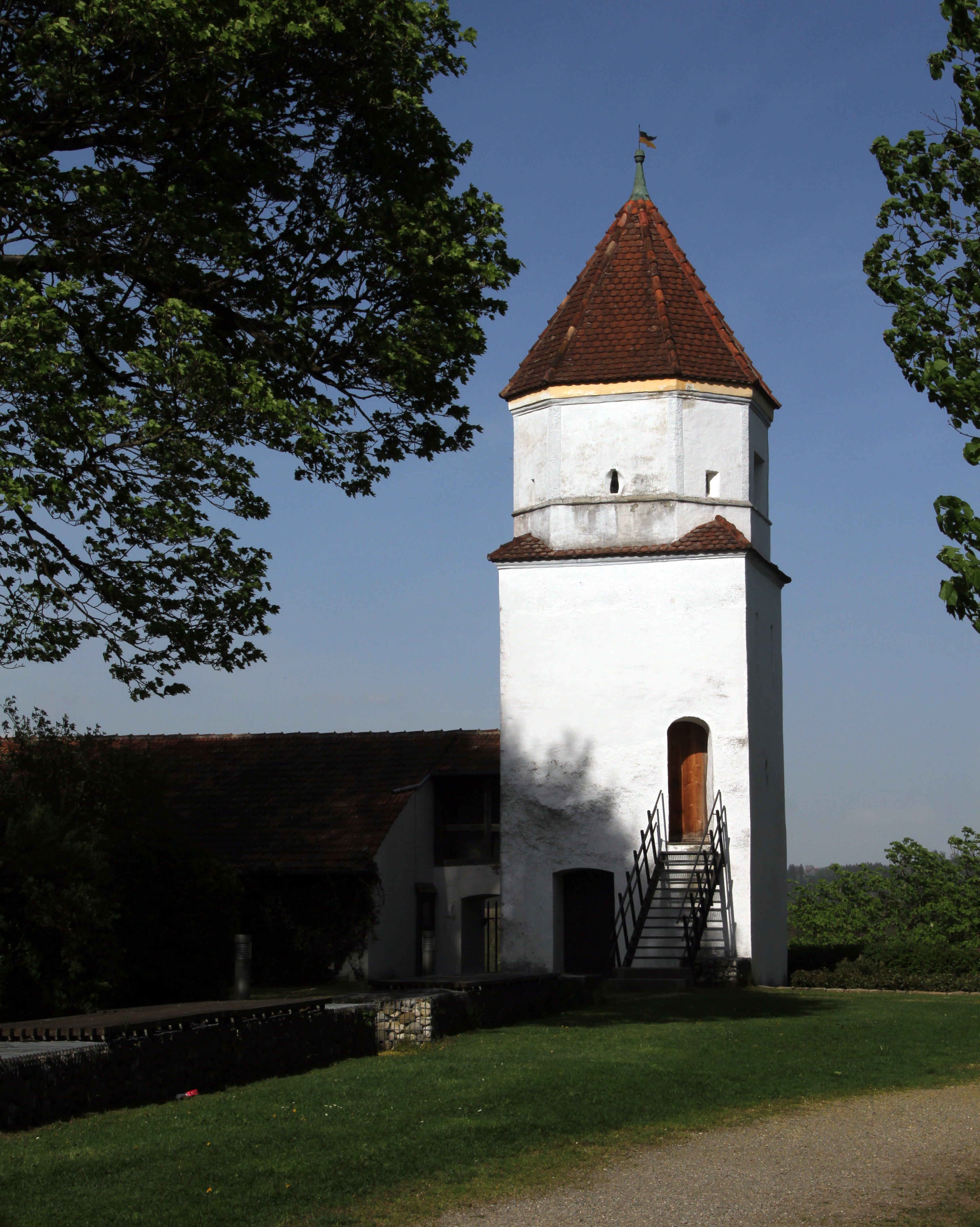
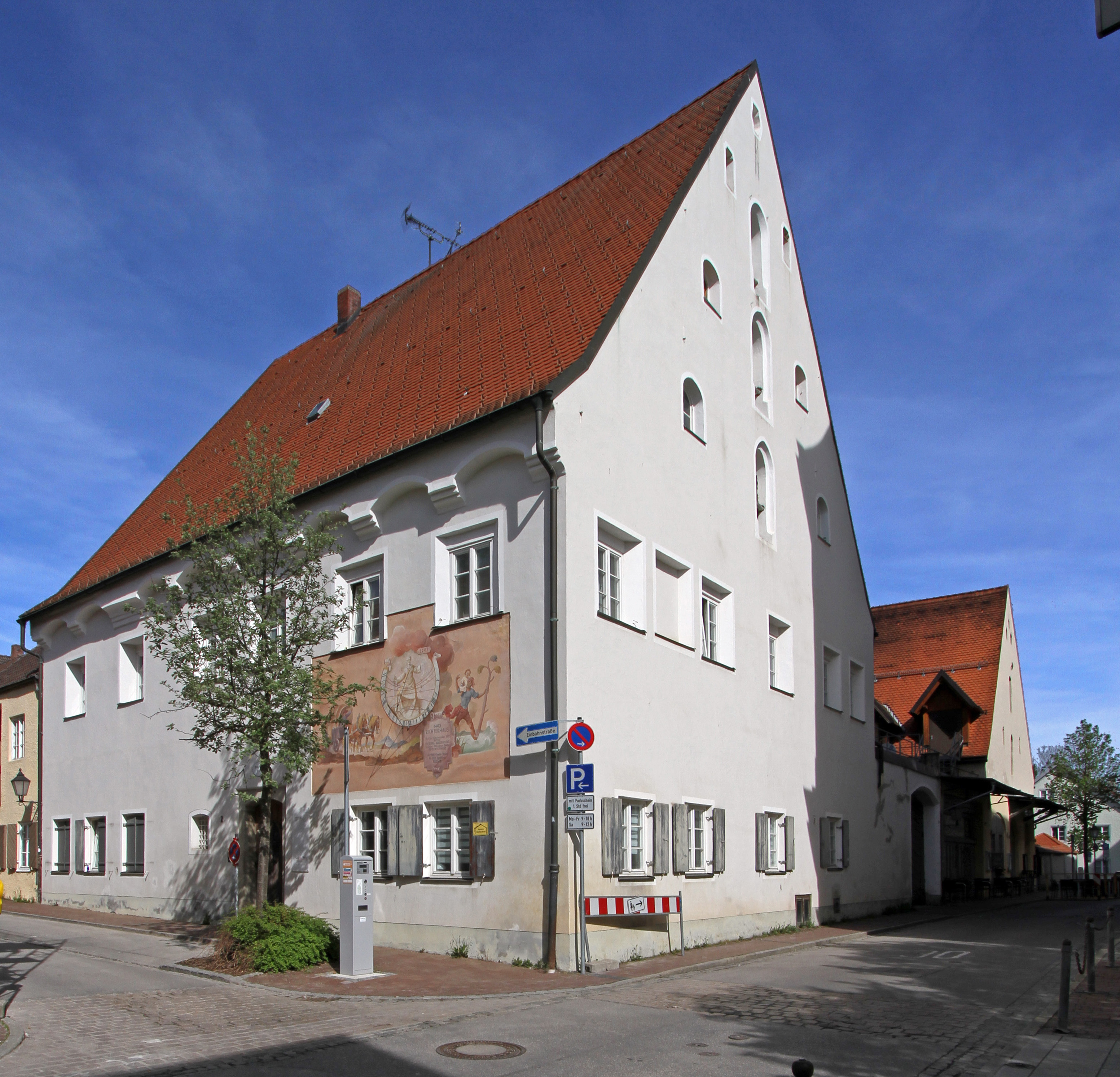
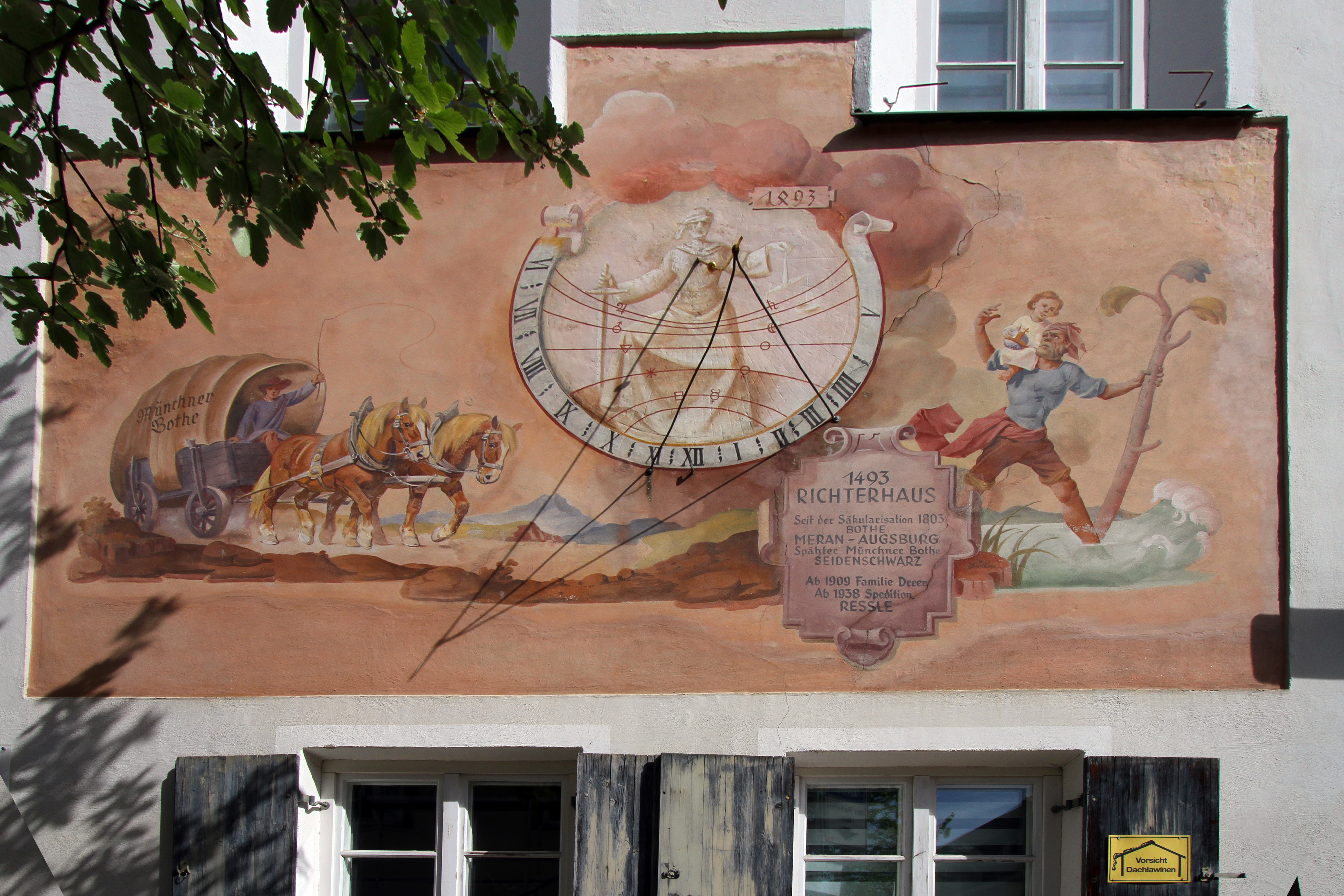
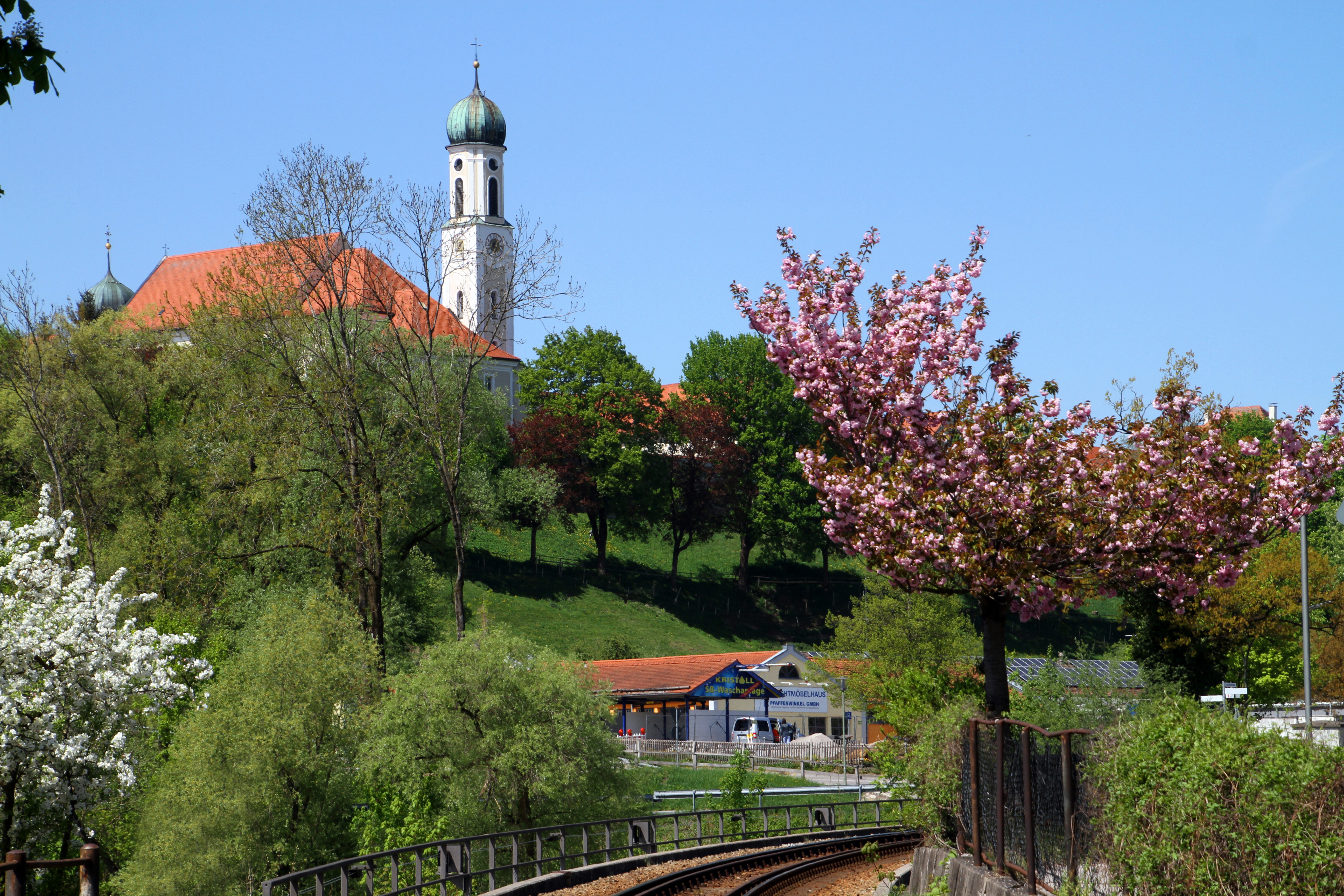
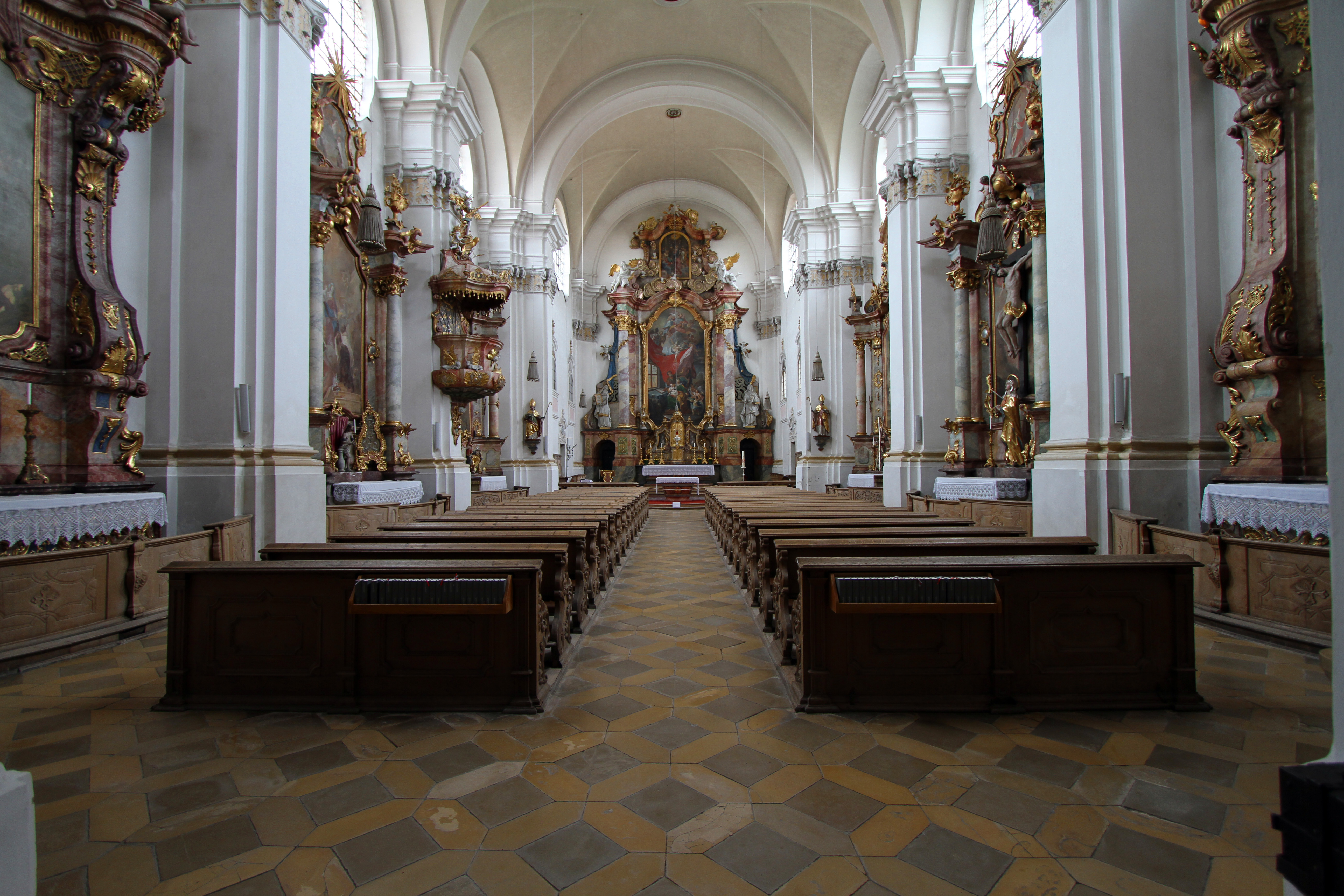
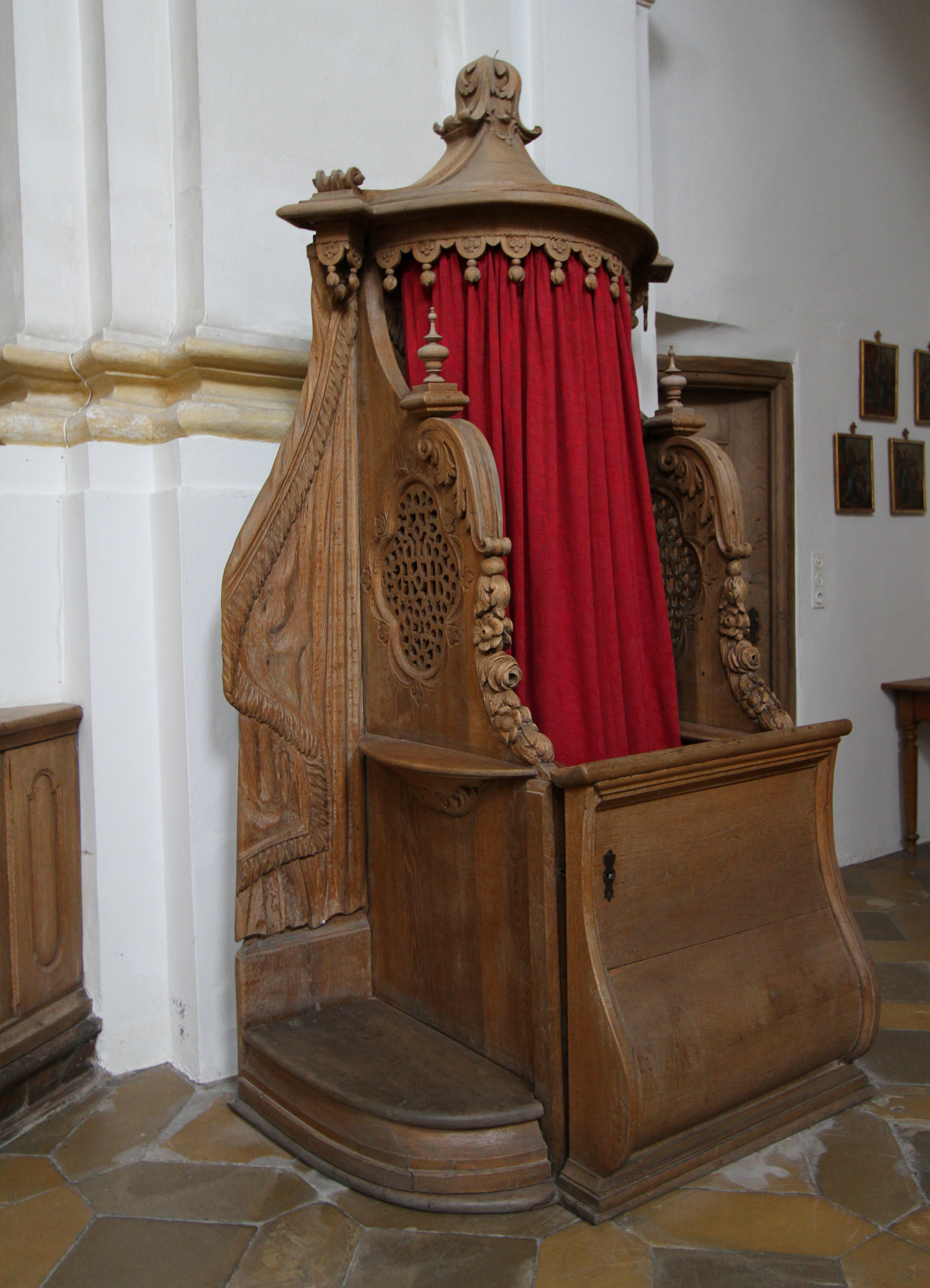
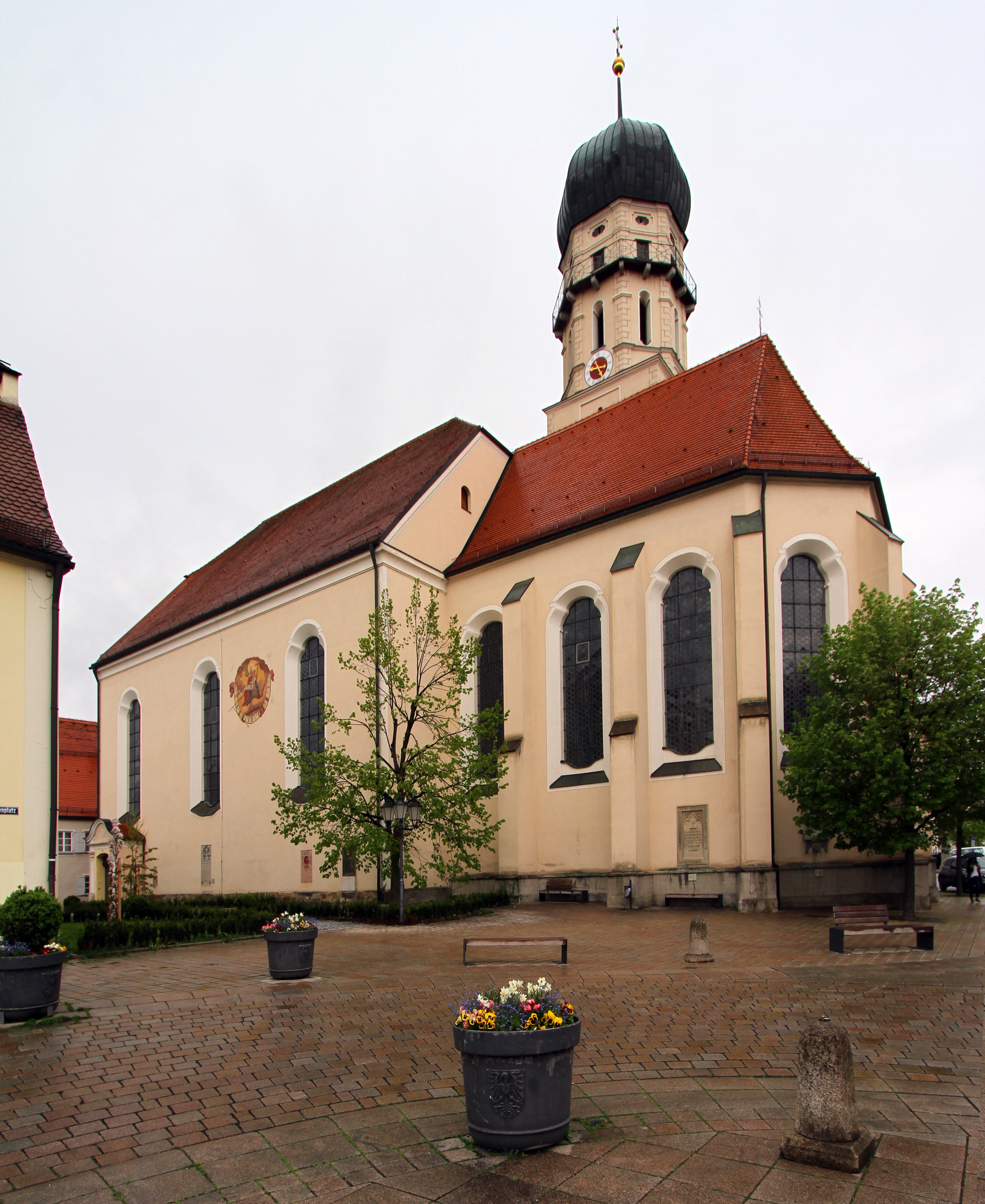
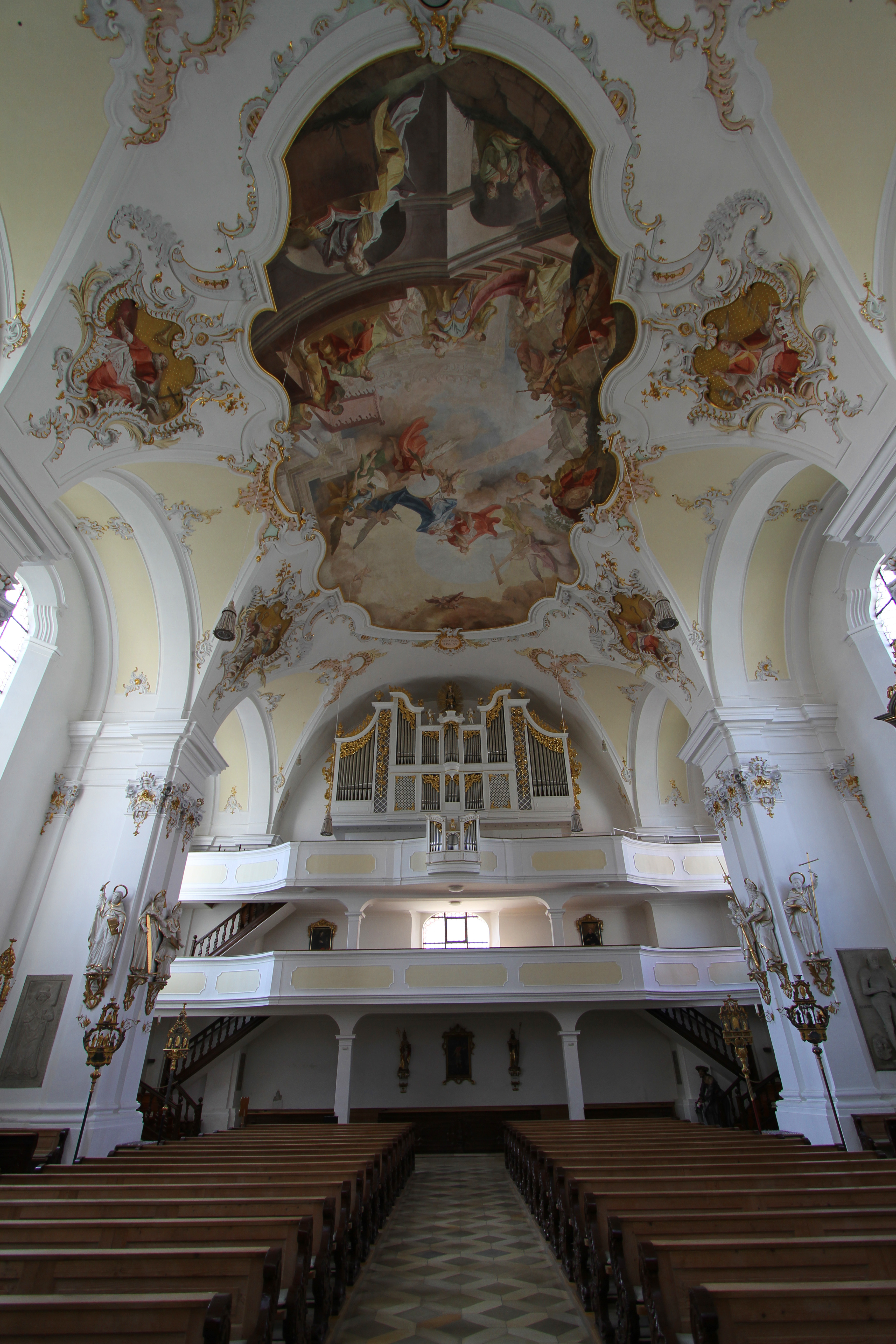
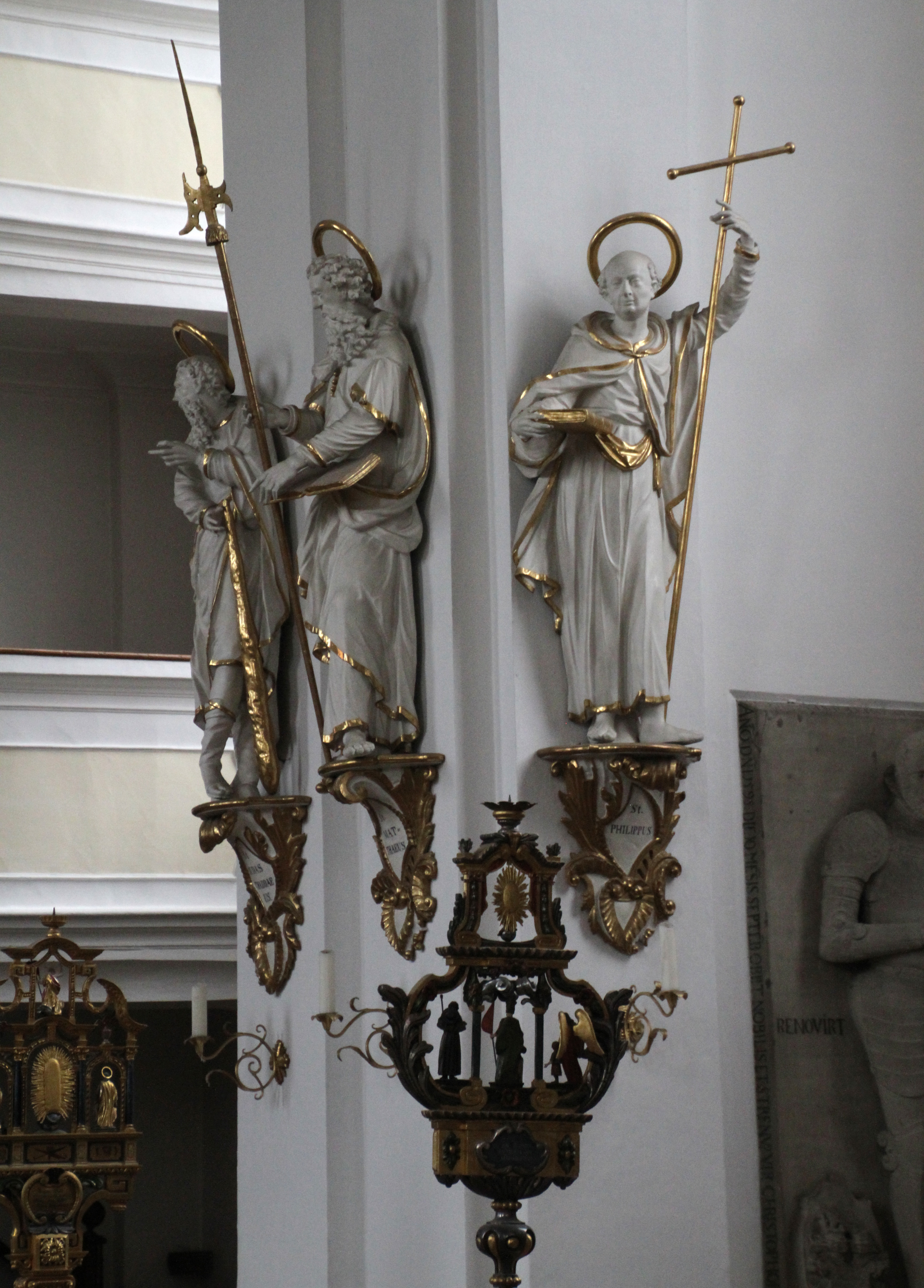